# Sijtje van der Lende
Sijtje van der Lende (* 31. Januar 1950 in Sonnega, Provinz Friesland) ist eine ehemalige niederländische Eisschnellläuferin und Eisschnelllauftrainerin. In den 1970er-Jahren nahm sie regelmäßig an Weltmeisterschaften teil und gehörte sowohl 1976 als auch 1980 zum niederländischen Olympiateam, blieb aber ohne internationale Medaillen. Später förderte sie als Regionaltrainerin die Laufbahnen von Tonny de Jong, Annamarie Thomas sowie Barbara de Loor und betreute von 1997 bis 1999 als erste Frau das niederländische Frauen-Nationalteam.

## Werdegang

### Aktive Karriere

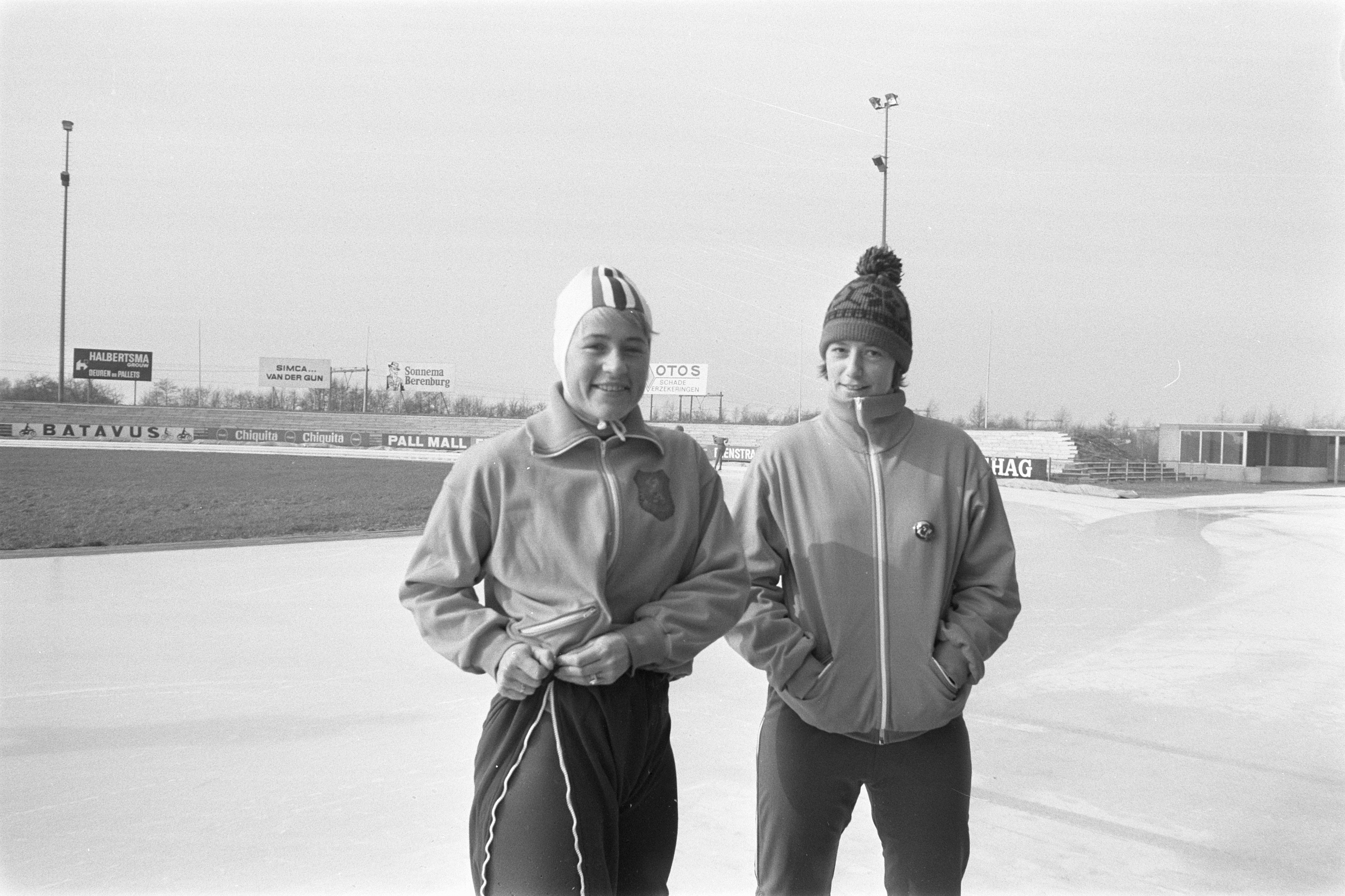
Sijtje van der Lende (rechts) mit Teamkollegin Trijnie Rep 1972

Van der Lende wuchs mit fünf Schwestern auf der Viehfarm ihrer Eltern in dem friesischen Dorf Sonnega auf, in dem es nahezu keine Sportmöglichkeiten gab. Im strengen Winter 1963 froren die Wassergräben und Kanäle zu, auf denen van der Lende ihre ersten Kurzbahn-Eisschnelllaufrennen bestritt. Ab der Eröffnung des Eisstadions Thialf 1967 trainierte sie in den Wintern im 15 Kilometer von ihrem Heimatort entfernten Heerenveen. Über das von Henk Gemser betreute Juniorenteam stieg sie in der Saison 1971/72 in den niederländischen Nationalkader auf, wo sie Carry Geijssen ablöste. Die niederländischen Eisschnellläuferinnen zählten seit Ende der 1960er-Jahre zu den erfolgreichsten der Welt, van der Lendes Trainingspartnerinnen waren zu Beginn ihrer Laufbahn unter anderem die zehn Jahre älteren mehrmaligen Mehrkampf-Weltmeisterinnen Stien Baas-Kaiser und Atje Keulen-Deelstra. Van der Lende nahm 1973 erstmals an internationalen Titelkämpfen teil und startete bis 1980 regelmäßig bei Sprint- und Mehrkampf-Weltmeisterschaften. Ihr bestes Ergebnis dort war ein vierter Rang bei der von Sylvia Burka gewonnenen Mehrkampf-WM 1976 mit der zweitbesten Zeit auf der 1500-Meter-Teilstrecke. In der zweiten Hälfte der 1970er-Jahre (1976, 1977 und 1979) entschied sie drei niederländische Mehrkampfmeisterschaften für sich. Sie beendete ihre Karriere nach den Olympischen Winterspielen 1980 in Lake Placid, bei denen sie – wie bei ihrer ersten Olympiateilnahme 1976 in Innsbruck – in allen vier Rennen an den Start ging, aber kein Ergebnis unter den besten Acht erreichte.
Die etwa gleichaltrige Olympiasiegerin von 1980 Annie Borckink charakterisierte ihre Teamkollegin van der Lende im Rückblick als ausgesprochen trainingsfleißige Athletin, die für den Sport gelebt und im Winter den ganzen Tag auf der Eisbahn verbracht habe. Während des Sommers arbeitete van der Lende als medizinische Laborantin im Heerenveener Krankenhaus Tjongerschans und bei einer Blutbank.

### Eisschnelllauftrainerin
Im Anschluss an ihre aktive Karriere begann van der Lende eine Trainerausbildung. 1984 wurde sie Betreuerin der friesischen Regionalauswahl. In den folgenden Jahren entdeckte und förderte sie unter anderem die späteren Europa- beziehungsweise Weltmeisterinnen Tonny de Jong und Annamarie Thomas. Im Winter 1996/97 gab sie einigen von ihr betreuten Sportlerinnen – darunter de Jong und Barbara de Loor, die in diesem Jahr Gold und Bronze bei der Europameisterschaft gewannen – den Impuls, auf Klappschlittschuhen zu laufen. Sie trug damit zum Durchbruch der schon seit Jahrzehnten bekannten, aber kaum genutzten Technologie auf internationaler Ebene bei. Als Nachfolgerin Aart van der Wulps übernahm van der Lende 1997 als erste Frau die Trainingsleitung der niederländischen Frauenauswahl, die sie bis zum Saisonende 1998/99 innehatte. Während der zwei Jahre wurde van der Lendes mangelnde Kommunikationsfähigkeit vorgeworfen; es kam zu einem Konflikt mit Carla Zijlstra, die sie 1998 aus dem Nationalkader zurückstufte. De Jong und Thomas wechselten im gleichen Jahr nach dem erfolglosen Winter 1997/98 zur Trainingsgruppe des US-Amerikaners Peter Mueller, sodass van der Lende in ihrer zweiten Saison nur noch Barbara de Loor und Renate Groenewold trainierte. Anschließend an ihre Zeit als Nationaltrainerin betreute van der Lende zunächst kommerzielle – von der DSB Bank und der VPZ-Versicherung gesponserte – Eisschnelllauf-Teams in den Niederlanden, ehe sie 2008 für zwei Jahre nach Changchun zog und die chinesischen Eisschnellläuferinnen um Wang Beixing auf die Winterspiele 2010 vorbereitete. Nach dem Engagement in China kehrte sie nach Heerenveen zurück, wo sie gemeinsam mit ihrem Ehemann, einem Grundschullehrer, lebt und gemäß einem Bericht aus dem Jahr 2016 abseits des Leistungssports Schlittschuhläuferinnen jeder Altersgruppe im Thialf trainiert.

## Statistik

### Olympische Winterspiele
Sijtje van der Lende zählte 1976 und 1980 bei zwei Winterspielen zum niederländischen Aufgebot. Sie nahm an acht Wettkämpfen teil, in denen sie als bestes Ergebnis einen neunten Rang belegte.
| Olympische Winterspiele | Olympische Winterspiele | 500 m | 1000 m | 1500 m | 3000 m |
| Jahr                    | Ort                     | 500 m | 1000 m | 1500 m | 3000 m |
| ----------------------- | ----------------------- | ----- | ------ | ------ | ------ |
| 1976                    | Innsbruck               | 24.   | 11.    | 13.    | 9.     |
| 1980                    | Lake Placid             | 26.   | 13.    | 15.    | 16.    |

### Mehrkampf-Weltmeisterschaften
Von 1973 bis 1980 nahm van der Lende an sieben Mehrkampf-Weltmeisterschaften teil und erreichte als bestes Ergebnis einen vierten Platz. Die folgende Tabelle zeigt ihre Zeiten – und in Klammern jeweils dahinter ihre Platzierungen – auf den vier gelaufenen Einzelstrecken sowie die sich daraus errechnende Gesamtpunktzahl nach dem Samalog und die Endplatzierung. Die Anordnung der Distanzen entspricht ihrer Reihenfolge im Programm der Mehrkampf-WM zur aktiven Zeit van der Lendes.
| Mehrkampf-WM | Mehrkampf-WM | 500 m (in Sekunden) | 1500 m (in Minuten) | 1000 m (in Minuten) | 3000 m (in Minuten) | Punkte  | Platz |
| Jahr         | Ort          | 500 m (in Sekunden) | 1500 m (in Minuten) | 1000 m (in Minuten) | 3000 m (in Minuten) | Punkte  | Platz |
| 1973         | Strömsund    | 47,60 (23)          | 2:25,22 (11)        | 1:34,19 (16)        | 5:01,66 (7)         | 193,379 | 13.   |
| 1974         | Heerenveen   | 47,03 (12)          | 2:24,07 0(9)        | 1:33,19 (14)        | 4:57,26 (6)         | 191,191 | 9.    |
| 1976         | Gjøvik       | 45,40 (15)          | 2:19,38 0(2)        | 1:30,63 0(7)        | 4:56,43 (4)         | 186,580 | 4.    |
| 1977         | Keystone     | 44,40 (21)          | 2:14,75 0(8)        | 1:27,31 0(8)        | 4:59,72 (7)         | 182,925 | 11.   |
| 1978         | Helsinki     | 47,05 (26)          | 2:22,87 0(4)        | 1:31,51 (13)        | 5:00,18 (7)         | 190,458 | 12.   |
| 1979         | Den Haag     | 47,00 (23)          | 2:16,52 0(4)        | 1:28,15 0(4)        | 4:45,45 (7)         | 184,156 | 7.    |
| 1980         | Hamar        | 46,00 (25)          | 2:22,11 (19)        | 1:29,92 (19)        | DNQ                 | 138,330 | 21.   |

### Sprint-Weltmeisterschaften
Von 1973 bis 1980 nahm van der Lende an sieben Sprint-Weltmeisterschaften teil und platzierte sich bei ihrem besten Auftritt auf dem sechsten Rang. Die folgende Tabelle zeigt ihre Zeiten – und in Klammern jeweils dahinter ihre Platzierungen – auf den vier gelaufenen Einzelstrecken sowie die sich daraus errechnende Gesamtpunktzahl nach dem Samalog und die Endplatzierung. Die Anordnung der Distanzen entspricht ihrer Reihenfolge im Programm der Sprint-WM zur aktiven Zeit van der Lendes.
| Sprint-WM | Sprint-WM   | 500 m 1. Rennen (in Sekunden) | 1000 m 1. Rennen (in Minuten) | 500 m 2. Rennen (in Sekunden) | 1000 m 2. Rennen (in Minuten) | Punkte  | Platz |
| Jahr      | Ort         | 500 m 1. Rennen (in Sekunden) | 1000 m 1. Rennen (in Minuten) | 500 m 2. Rennen (in Sekunden) | 1000 m 2. Rennen (in Minuten) | Punkte  | Platz |
| 1973      | Oslo        | 47,81 (27)                    | 1:35,62 (21)                  | 1:11,41 (29)                  | 1:35,47 (24)                  | 214,765 | 28.   |
| 1974      | Innsbruck   | 46,81 (23)                    | 1:38,45 (15)                  | 46,40 (23)                    | 1:31,48 (13)                  | 188,175 | 19.   |
| 1976      | Berlin      | 46,37 (14)                    | 1:32,19 (11)                  | 46,97 (15)                    | 1:31,42 (10)                  | 185,145 | 14.   |
| 1977      | Alkmaar     | 45,75 (13)                    | 1:30,20 0(3)                  | 45,06 (12)                    | 1:30,08 0(6)                  | 180,950 | 6.    |
| 1978      | Lake Placid | 45,27 (19)                    | 1:32,07 (16)                  | 45,86 (21)                    | 1:30,83 0(8)                  | 182,580 | 16.   |
| 1979      | Inzell      | 44,46 (22)                    | 1:27,10 0(8)                  | 44,01 (22)                    | 1:27,43 (11)                  | 175,735 | 13.   |
| 1980      | West Allis  | 45,37 (23)                    | 1:29,06 (15)                  | DSQ                           | 1:32,36 (11)                  | 136,080 | NC    |

### Mehrkampf-Europameisterschaften
1973 und 1974 nahm van der Lende an zwei Mehrkampf-Europameisterschaften teil. Die folgende Tabelle zeigt ihre Zeiten – und in Klammern jeweils dahinter ihre Platzierungen – auf den vier gelaufenen Einzelstrecken sowie die sich daraus errechnende Gesamtpunktzahl nach dem Samalog und die Endplatzierung. Die Anordnung der Distanzen entspricht ihrer Reihenfolge im Programm der Mehrkampf-EM zur aktiven Zeit van der Lendes.
| Mehrkampf-EM | Mehrkampf-EM | 500 m (in Sekunden) | 1500 m (in Minuten) | 1000 m (in Minuten) | 3000 m (in Minuten) | Punkte  | Platz |
| Jahr         | Ort          | 500 m (in Sekunden) | 1500 m (in Minuten) | 1000 m (in Minuten) | 3000 m (in Minuten) | Punkte  | Platz |
| 1973         | Gran         | 47,90 (22)          | 2:26,40 (11)        | 1:35,34 (14)        | 5:04,76 (6)         | 195,163 | 13.   |
| 1974         | Medeo        | 46,70 (14)          | 2:19,15 0(5)        | 1:31,26 0(8)        | 4:58,00 (3)         | 188,380 | 5.    |

### Persönliche Bestzeiten
Von März 1976 bis Dezember 1979 hielt van der Lende den niederländischen Rekord über 1500 Meter, von Januar 1977 bis Januar 1980 zudem den Landesrekord über 3000 Meter.
| Distanz | Zeit        | Datum            | Ort                  |
| ------- | ----------- | ---------------- | -------------------- |
| 500 m   | 43,66 s     | 19. Januar 1980  | Davos                |
| 1000 m  | 1:25,86 min | 19. Januar 1980  | Davos                |
| 1500 m  | 2:12,59 min | 24. Februar 1979 | Medeo                |
| 3000 m  | 4:39,15 min | 16. Januar 1977  | Madonna di Campiglio |
| 3000 m  | 8:25,30 min | 17. Januar 1982  | Groningen            |